# كونور تشابلن
كونور تشابلن (بالإنجليزية: Conor Chaplin)‏ هو لاعب كرة قدم بريطاني، ولد في 16 فبراير 1997 في وورثينغ ‏ في المملكة المتحدة. لعب مع نادي بورتسموث.

## وصلات خارجية
- كونور تشابلن على موقع قاعدة بيانات كرة القدم.إي يو (الإنجليزية)
- كونور تشابلن على موقع Soccerbase.com (لاعب) (الإنجليزية)
- كونور تشابلن على موقع Soccerway.com (الإنجليزية)